# Cikupa (ort i Indonesien)
Cikupa är en ort i Indonesien.   Den ligger i provinsen Jawa Barat, i den västra delen av landet, 40 km väster om huvudstaden Jakarta. Cikupa ligger 30 meter över havet och antalet invånare är 174 041.
Terrängen runt Cikupa är mycket platt.Runt Cikupa är det mycket tätbefolkat, med 2 431 invånare per kvadratkilometer. Närmaste större samhälle är Tangerang, 14,9 km öster om Cikupa. Trakten runt Cikupa består till största delen av jordbruksmark.